# Lista över fornlämningar i Söderköpings kommun (Mogata)
Lista över fornlämningar i Söderköpings kommun (Mogata) är en förteckning av ett urval av de fornlämningar som finns i Mogata i Söderköpings kommun.
| Namn                        | Lämningstyp         | Tillkomsttid | Historisk indelning  | Plats | Läge                 | ID-nr          | Bild                                 |
| --------------------------- | ------------------- | ------------ | -------------------- | ----- | -------------------- | -------------- | ------------------------------------ |
| Mogata 1:1                  | Hög                 |              | Mogata, Östergötland |       | 58.464942, 16.420818 | 10046600010001 | Ladda upp en bild av detta fornminne |
| Mogata 1:2                  | Stensättning        |              | Mogata, Östergötland |       | 58.464955, 16.421031 | 10046600010002 | Ladda upp en bild av detta fornminne |
| Mogata 1:3                  | Stenkrets           |              | Mogata, Östergötland |       | 58.464972, 16.421220 | 10046600010003 | Ladda upp en bild av detta fornminne |
| Mogata 2:1                  | Stenkrets           |              | Mogata, Östergötland |       | 58.465028, 16.420494 | 10046600020001 | Ladda upp en bild av detta fornminne |
| Mogata 2:3                  | Stenkrets           |              | Mogata, Östergötland |       | 58.465205, 16.420141 | 10046600020003 | Ladda upp en bild av detta fornminne |
| Mogata 3:1                  | Gravfält            |              | Mogata, Östergötland |       | 58.471390, 16.423632 | 10046600030001 | Ladda upp en bild av detta fornminne |
| Mogata 4:1                  | Stensättning        |              | Mogata, Östergötland |       | 58.468101, 16.430963 | 10046600040001 | Ladda upp en bild av detta fornminne |
| Mogata 4:2                  | Stensättning        |              | Mogata, Östergötland |       | 58.468041, 16.431110 | 10046600040002 | Ladda upp en bild av detta fornminne |
| Mogata 5:1                  | Stensättning        |              | Mogata, Östergötland |       | 58.468786, 16.429789 | 10046600050001 | Ladda upp en bild av detta fornminne |
| Mogata 7:1                  | Stensättning        |              | Mogata, Östergötland |       | 58.469911, 16.428585 | 10046600070001 | Ladda upp en bild av detta fornminne |
| Mogata 7:2                  | Stensättning        |              | Mogata, Östergötland |       | 58.469953, 16.428936 | 10046600070002 | Ladda upp en bild av detta fornminne |
| Mogata 7:3                  | Stensättning        |              | Mogata, Östergötland |       | 58.469860, 16.429181 | 10046600070003 | Ladda upp en bild av detta fornminne |
| Mogata 8:1                  | Stensättning        |              | Mogata, Östergötland |       | 58.471586, 16.426462 | 10046600080001 | Ladda upp en bild av detta fornminne |
| Mogata 8:2                  | Stensättning        |              | Mogata, Östergötland |       | 58.471728, 16.426060 | 10046600080002 | Ladda upp en bild av detta fornminne |
| Mogata 9:1                  | Gravfält            |              | Mogata, Östergötland |       | 58.473096, 16.438080 | 10046600090001 | Ladda upp en bild av detta fornminne |
| Mogata 10:1                 | Gravfält            |              | Mogata, Östergötland |       | 58.473291, 16.435888 | 10046600100001 | Ladda upp en bild av detta fornminne |
| Mogata 10:2                 | Runristning         |              | Mogata, Östergötland |       | 58.473266, 16.435768 | 10046600100002 | Ladda upp en bild av detta fornminne |
| Mogata 11:1                 | Gravfält            |              | Mogata, Östergötland |       | 58.473239, 16.434173 | 10046600110001 | Ladda upp en bild av detta fornminne |
| Mogata 13:1                 | Stensättning        |              | Mogata, Östergötland |       | 58.462892, 16.422953 | 10046600130001 | Ladda upp en bild av detta fornminne |
| Mogata 14:1                 | Stensättning        |              | Mogata, Östergötland |       | 58.464909, 16.438838 | 10046600140001 | Ladda upp en bild av detta fornminne |
| Mogata 14:2                 | Stensättning        |              | Mogata, Östergötland |       | 58.465012, 16.438692 | 10046600140002 | Ladda upp en bild av detta fornminne |
| Mogata 16:1                 | Stensättning        |              | Mogata, Östergötland |       | 58.466647, 16.433029 | 10046600160001 | Ladda upp en bild av detta fornminne |
| Mogata 17:1                 | Gravfält            |              | Mogata, Östergötland |       | 58.466668, 16.446798 | 10046600170001 | Ladda upp en bild av detta fornminne |
| Mogata 18:1                 | Stensättning        |              | Mogata, Östergötland |       | 58.467103, 16.445493 | 10046600180001 | Ladda upp en bild av detta fornminne |
| Mogata 19:1                 | Gravfält            |              | Mogata, Östergötland |       | 58.466283, 16.451540 | 10046600190001 | Ladda upp en bild av detta fornminne |
| Mogata 21:1                 | Gravfält            |              | Mogata, Östergötland |       | 58.467256, 16.451876 | 10046600210001 | Ladda upp en bild av detta fornminne |
| Mogata 22:1                 | Stensättning        |              | Mogata, Östergötland |       | 58.471314, 16.462113 | 10046600220001 | Ladda upp en bild av detta fornminne |
| Mogata 23:1                 | Stensättning        |              | Mogata, Östergötland |       | 58.470459, 16.464935 | 10046600230001 | Ladda upp en bild av detta fornminne |
| Mogata 24:1                 | Hög                 |              | Mogata, Östergötland |       | 58.466244, 16.465725 | 10046600240001 | Ladda upp en bild av detta fornminne |
| Mogata 26:1                 | Gravfält            |              | Mogata, Östergötland |       | 58.461564, 16.459670 | 10046600260001 | Ladda upp en bild av detta fornminne |
| Mogata 28:1                 | Gravfält            |              | Mogata, Östergötland |       | 58.454118, 16.464444 | 10046600280001 | Ladda upp en bild av detta fornminne |
| Mogata 29:1                 | Gravfält            |              | Mogata, Östergötland |       | 58.453633, 16.465037 | 10046600290001 | Ladda upp en bild av detta fornminne |
| Mogata 30:1                 | Hög                 |              | Mogata, Östergötland |       | 58.451098, 16.467935 | 10046600300001 | Ladda upp en bild av detta fornminne |
| Mogata 30:2                 | Stensättning        |              | Mogata, Östergötland |       | 58.451044, 16.468064 | 10046600300002 | Ladda upp en bild av detta fornminne |
| Mogata 30:3                 | Stensättning        |              | Mogata, Östergötland |       | 58.450866, 16.468378 | 10046600300003 | Ladda upp en bild av detta fornminne |
| Mogata 31:1                 | Gravfält            |              | Mogata, Östergötland |       | 58.439271, 16.424278 | 10046600310001 | Ladda upp en bild av detta fornminne |
| Mogata 32:1                 | Stensättning        |              | Mogata, Östergötland |       | 58.426576, 16.433492 | 10046600320001 | Ladda upp en bild av detta fornminne |
| Mogata 32:2                 | Stensättning        |              | Mogata, Östergötland |       | 58.426430, 16.433627 | 10046600320002 | Ladda upp en bild av detta fornminne |
| Mogata 33:1                 | Stensättning        |              | Mogata, Östergötland |       | 58.416149, 16.445650 | 10046600330001 | Ladda upp en bild av detta fornminne |
| Mogata 35:1                 | Stensättning        |              | Mogata, Östergötland |       | 58.444849, 16.440907 | 10046600350001 | Ladda upp en bild av detta fornminne |
| Mogata 36:1                 | Hög                 |              | Mogata, Östergötland |       | 58.449368, 16.435603 | 10046600360001 | Ladda upp en bild av detta fornminne |
| Mogata 36:2                 | Hög                 |              | Mogata, Östergötland |       | 58.449275, 16.435640 | 10046600360002 | Ladda upp en bild av detta fornminne |
| Mogata 37:1                 | Stensättning        |              | Mogata, Östergötland |       | 58.450271, 16.433249 | 10046600370001 | Ladda upp en bild av detta fornminne |
| Mogata 38:1                 | Stensättning        |              | Mogata, Östergötland |       | 58.445359, 16.458634 | 10046600380001 | Ladda upp en bild av detta fornminne |
| Mogata 39:1                 | Stensättning        |              | Mogata, Östergötland |       | 58.434270, 16.467432 | 10046600390001 | Ladda upp en bild av detta fornminne |
| Mogata 39:2                 | Stensättning        |              | Mogata, Östergötland |       | 58.434412, 16.468102 | 10046600390002 | Ladda upp en bild av detta fornminne |
| Mogata 39:3                 | Stensättning        |              | Mogata, Östergötland |       | 58.434476, 16.468192 | 10046600390003 | Ladda upp en bild av detta fornminne |
| Mogata 39:4                 | Stensättning        |              | Mogata, Östergötland |       | 58.434126, 16.467501 | 10046600390004 | Ladda upp en bild av detta fornminne |
| Mogata 40:1                 | Stensättning        |              | Mogata, Östergötland |       | 58.429352, 16.466684 | 10046600400001 | Ladda upp en bild av detta fornminne |
| Mogata 40:2                 | Stensättning        |              | Mogata, Östergötland |       | 58.429394, 16.466904 | 10046600400002 | Ladda upp en bild av detta fornminne |
| Mogata 40:3                 | Stensättning        |              | Mogata, Östergötland |       | 58.429316, 16.467406 | 10046600400003 | Ladda upp en bild av detta fornminne |
| Mogata 41:1                 | Stensättning        |              | Mogata, Östergötland |       | 58.422438, 16.473971 | 10046600410001 | Ladda upp en bild av detta fornminne |
| Mogata 43:1                 | Gravfält            |              | Mogata, Östergötland |       | 58.421247, 16.469266 | 10046600430001 | Ladda upp en bild av detta fornminne |
| Mogata 44:1                 | Gravfält            |              | Mogata, Östergötland |       | 58.421916, 16.470171 | 10046600440001 | Ladda upp en bild av detta fornminne |
| Mogata 45:1                 | Gravfält            |              | Mogata, Östergötland |       | 58.420886, 16.472174 | 10046600450001 | Ladda upp en bild av detta fornminne |
| Mogata 46:1                 | Stensättning        |              | Mogata, Östergötland |       | 58.434222, 16.436707 | 10046600460001 | Ladda upp en bild av detta fornminne |
| Mogata 47:1                 | Stensättning        |              | Mogata, Östergötland |       | 58.405452, 16.452350 | 10046600470001 | Ladda upp en bild av detta fornminne |
| Mogata 47:2                 | Stensättning        |              | Mogata, Östergötland |       | 58.405226, 16.452235 | 10046600470002 | Ladda upp en bild av detta fornminne |
| Mogata 48:1                 | Stensättning        |              | Mogata, Östergötland |       | 58.404256, 16.451839 | 10046600480001 | Ladda upp en bild av detta fornminne |
| Mogata 51:1                 | Stensättning        |              | Mogata, Östergötland |       | 58.395069, 16.441241 | 10046600510001 | Ladda upp en bild av detta fornminne |
| Mogata 58:1                 | Stensättning        |              | Mogata, Östergötland |       | 58.446100, 16.427078 | 10046600580001 | Ladda upp en bild av detta fornminne |
| Mogata 58:2                 | Stensättning        |              | Mogata, Östergötland |       | 58.446036, 16.427153 | 10046600580002 | Ladda upp en bild av detta fornminne |
| Mogata 58:3                 | Stensättning        |              | Mogata, Östergötland |       | 58.445956, 16.427361 | 10046600580003 | Ladda upp en bild av detta fornminne |
| Mogata 59:1                 | Stensättning        |              | Mogata, Östergötland |       | 58.445929, 16.428138 | 10046600590001 | Ladda upp en bild av detta fornminne |
| Mogata 59:2                 | Stensättning        |              | Mogata, Östergötland |       | 58.445908, 16.427950 | 10046600590002 | Ladda upp en bild av detta fornminne |
| Mogata 59:3                 | Stensättning        |              | Mogata, Östergötland |       | 58.445815, 16.427956 | 10046600590003 | Ladda upp en bild av detta fornminne |
| Mogata 60:1                 | Gravfält            |              | Mogata, Östergötland |       | 58.445545, 16.428088 | 10046600600001 | Ladda upp en bild av detta fornminne |
| Mogata 61:1                 | Stensättning        |              | Mogata, Östergötland |       | 58.445159, 16.426640 | 10046600610001 | Ladda upp en bild av detta fornminne |
| Mogata 61:2                 | Stensättning        |              | Mogata, Östergötland |       | 58.445097, 16.426821 | 10046600610002 | Ladda upp en bild av detta fornminne |
| Mogata 62:1                 | Stensättning        |              | Mogata, Östergötland |       | 58.447450, 16.430088 | 10046600620001 | Ladda upp en bild av detta fornminne |
| Mogata 62:2                 | Stensättning        |              | Mogata, Östergötland |       | 58.447408, 16.430150 | 10046600620002 | Ladda upp en bild av detta fornminne |
| Mogata 62:3                 | Stensättning        |              | Mogata, Östergötland |       | 58.447356, 16.430279 | 10046600620003 | Ladda upp en bild av detta fornminne |
| Mogata 65:1                 | Stensättning        |              | Mogata, Östergötland |       | 58.452284, 16.461359 | 10046600650001 | Ladda upp en bild av detta fornminne |
| Mogata 65:2                 | Stensättning        |              | Mogata, Östergötland |       | 58.452249, 16.461091 | 10046600650002 | Ladda upp en bild av detta fornminne |
| Mogata 66:1                 | Stensättning        |              | Mogata, Östergötland |       | 58.448566, 16.468445 | 10046600660001 | Ladda upp en bild av detta fornminne |
| Mogata 67:1                 | Stensättning        |              | Mogata, Östergötland |       | 58.455747, 16.463179 | 10046600670001 | Ladda upp en bild av detta fornminne |
| Mogata 68:1                 | Hög                 |              | Mogata, Östergötland |       | 58.453029, 16.465196 | 10046600680001 | Ladda upp en bild av detta fornminne |
| Mogata 68:2                 | Hög                 |              | Mogata, Östergötland |       | 58.453128, 16.465053 | 10046600680002 | Ladda upp en bild av detta fornminne |
| Mogata 68:3                 | Hög                 |              | Mogata, Östergötland |       | 58.453132, 16.465207 | 10046600680003 | Ladda upp en bild av detta fornminne |
| Mogata 69:1                 | Gravfält            |              | Mogata, Östergötland |       | 58.451410, 16.465539 | 10046600690001 | Ladda upp en bild av detta fornminne |
| Mogata 70:1                 | Hög                 |              | Mogata, Östergötland |       | 58.451987, 16.466494 | 10046600700001 | Ladda upp en bild av detta fornminne |
| Mogata 70:2                 | Stensättning        |              | Mogata, Östergötland |       | 58.452018, 16.466986 | 10046600700002 | Ladda upp en bild av detta fornminne |
| Mogata 71:1                 | Gravfält            |              | Mogata, Östergötland |       | 58.450674, 16.471114 | 10046600710001 | Ladda upp en bild av detta fornminne |
| Mogata 75:1                 | Stensättning        |              | Mogata, Östergötland |       | 58.425661, 16.433511 | 10046600750001 | Ladda upp en bild av detta fornminne |
| Mogata 76:1                 | Stensättning        |              | Mogata, Östergötland |       | 58.422415, 16.443147 | 10046600760001 | Ladda upp en bild av detta fornminne |
| Mogata 82:1                 | Stensättning        |              | Mogata, Östergötland |       | 58.427001, 16.432165 | 10046600820001 | Ladda upp en bild av detta fornminne |
| Mogata 83:1                 | Stensättning        |              | Mogata, Östergötland |       | 58.431877, 16.428890 | 10046600830001 | Ladda upp en bild av detta fornminne |
| Mogata 83:2                 | Stensättning        |              | Mogata, Östergötland |       | 58.431878, 16.429055 | 10046600830002 | Ladda upp en bild av detta fornminne |
| Mogata 83:3                 | Stensättning        |              | Mogata, Östergötland |       | 58.431728, 16.429210 | 10046600830003 | Ladda upp en bild av detta fornminne |
| Mogata 87:1                 | Stensättning        |              | Mogata, Östergötland |       | 58.406089, 16.455849 | 10046600870001 | Ladda upp en bild av detta fornminne |
| Mogata 89:1                 | Stensättning        |              | Mogata, Östergötland |       | 58.422824, 16.434719 | 10046600890001 | Ladda upp en bild av detta fornminne |
| Mogata 90:1                 | Gravfält            |              | Mogata, Östergötland |       | 58.409750, 16.443761 | 10046600900001 | Ladda upp en bild av detta fornminne |
| Mogata 92:1                 | Stensättning        |              | Mogata, Östergötland |       | 58.420753, 16.469084 | 10046600920001 | Ladda upp en bild av detta fornminne |
| Mogata 97:1                 | Stensättning        |              | Mogata, Östergötland |       | 58.376656, 16.460308 | 10046600970001 | Ladda upp en bild av detta fornminne |
| Mogata 105:1                | Stensättning        |              | Mogata, Östergötland |       | 58.438076, 16.479224 | 10046601050001 | Ladda upp en bild av detta fornminne |
| Frostaberget (Mogata 108:1) | Fornborg            |              | Mogata, Östergötland |       | 58.437789, 16.427161 | 10046601080001 | Ladda upp en bild av detta fornminne |
| Mogata 115:1                | Stensättning        |              | Mogata, Östergötland |       | 58.394555, 16.440897 | 10046601150001 | Ladda upp en bild av detta fornminne |
| Mogata 116:1                | Gravfält            |              | Mogata, Östergötland |       | 58.395458, 16.440309 | 10046601160001 | Ladda upp en bild av detta fornminne |
| Stora Hulta (Mogata 120:1)  | Lägenhetsbebyggelse |              | Mogata, Östergötland |       | 58.360451, 16.528860 | 10046601200001 | Ladda upp en bild av detta fornminne |
| Lilla Hulta (Mogata 133:1)  | Lägenhetsbebyggelse |              | Mogata, Östergötland |       | 58.360153, 16.535120 | 10046601330001 | Ladda upp en bild av detta fornminne |
| Mogata 143:1                | Stensättning        |              | Mogata, Östergötland |       | 58.467935, 16.422048 | 10046601430001 | Ladda upp en bild av detta fornminne |
| Mogata 144:1                | Stensättning        |              | Mogata, Östergötland |       | 58.468927, 16.433472 | 10046601440001 | Ladda upp en bild av detta fornminne |
| Mogata 155:1                | Stensättning        |              | Mogata, Östergötland |       | 58.461778, 16.429464 | 10046601550001 | Ladda upp en bild av detta fornminne |
| Mogata 172:1                | Stensättning        |              | Mogata, Östergötland |       | 58.460792, 16.459977 | 10046601720001 | Ladda upp en bild av detta fornminne |
| Mogata 178                  | Lägenhetsbebyggelse |              | Mogata, Östergötland |       | 58.443762, 16.545341 | 12000000023498 | Ladda upp en bild av detta fornminne |
| Mogata 210                  | Lägenhetsbebyggelse |              | Mogata, Östergötland |       | 58.359549, 16.534518 | 12000000103580 | Ladda upp en bild av detta fornminne |
| Mogata 211                  | Lägenhetsbebyggelse |              | Mogata, Östergötland |       | 58.360825, 16.529984 | 12000000103582 | Ladda upp en bild av detta fornminne |
| Mogata 214                  | Stensättning        |              | Mogata, Östergötland |       | 58.451105, 16.470035 | 12000000108681 | Ladda upp en bild av detta fornminne |